# Liste von Fischotterbrunnen
In dieser Liste sind Fischotterbrunnen aufgeführt, also Brunnen im öffentlichen Raum, die Fischotter zum Thema haben.
| Bezeichnung               | Bild           | Standort | Künstler                                                | Errichtung Einweihung                           | Weitere Informationen                                                                    |
| ------------------------- | -------------- | --- | ------------------------------------------------------- | ----------------------------------------------- | ---------------------------------------------------------------------------------------- |
| Fischotterbrunnen         | weitere Bilder | Berlin, Bezirk Charlottenburg-Wilmersdorf, Nikolsburger Platz 5, an der Außenwand der Cecilienschule (Lage) | Albert Wille                                            | 1910                                            | Sandstein (siehe Liste der Brunnenanlagen im Berliner Bezirk Charlottenburg-Wilmersdorf) |
| Brunnenhof mit Fischotter | weitere Bilder | Bonn, Rheinische Friedrich-Wilhelms-Universität Bonn (Lage)                                                 |                                                         |                                                 |                                                                                          |
| Fischotterbrunnen         | weitere Bilder | Frankfurt (Oder), in der Spiekerstraße / Ecke Bahnhofstraße (Lage)                                          | nach Vorlagen des Frankfurter Bildhauers Edmund Neutert | 1960                                            | Bronze                                                                                   |
| Jahrtausendbrunnen        |                | Hannover-Anderten, am Spielplatz Rischweg, Oisseler Straße (Lage)                                           | Achim Hinze                                             | 1985 (zur 1000-Jahr-Feier des Ortes Ondertunum) |                                                                                          |
| Fischotterbrunnen         |                | Neunkirchen am Sand, Ortsmitte, zwischen Haupt- und Heuchlinger Straße (Lage)                               |                                                         |                                                 | [ 1 ]                                                                                    |
| Fischotterbrunnen         | weitere Bilder | Otterndorf, zwischen Reichenstraße und Rathausplatz (Lage)                                                  |                                                         |                                                 |                                                                                          |
| Fischotterbrunnen         |                | Reinbek, an der Hamburger Straße, vor der Stadtbibliothek (Lage)                                            |                                                         |                                                 |                                                                                          |